# Catalina de Motril
Catalina de Motril (1501–1531), fue una sirvienta esclavizada de origen morisco en la cámara real de Granada. Estuvo bajo las órdenes de Catalina de Aragón en Inglaterra.

## Biografía
Catalina de Motril nació en Motril, en Granada. En algún momento antes de 1501 fue tomada como esclava. Recibió el nombre cristiano de Catalina, en honor a Catalina de Aragón, cuando se convirtió al cristianismo, tal como era la costumbre: recibir el nombre del propietario. Esto era practicado tanto por cristianos como por musulmanes en la época. Registros financieros de la corte española de 1501 muestran que Juan Dávalos, de Granada, recibió un pago por una esclava destinada a la Princesa de Gales, título que entonces ostentaba Catalina de Aragón.
En 1501, cuando Catalina viajó a Inglaterra para casarse con Arturo Tudor, Príncipe de Gales, figuraban en su séquito dos “esclavas” anónimas. Es probable que Catalina de Motril fuera una de ellas. Más de treinta años después, tras haber dejado el servicio de la reina, fue mencionada como “Catalina, que fue esclava de la reina”. Se desconoce con exactitud cuál era su estatus en el servicio de Catalina de Aragón. Como la esclavitud era ilegal en Inglaterra en aquel momento, su condición de esclava dejaría de tener validez legal tras su llegada al país. 
Catalina seguía formando parte de la casa de Catalina de Aragón en 1509, año en que el embajador español señaló que Catalina de Motril fue testigo de la primera relación sexual entre Catalina de Aragón y Enrique VIII después de su matrimonio. En 1531, cuando Enrique VIII ordenó una investigación para divorciarse de Catalina, se llamó a Catalina de Motril para que declarara que la reina no había sido virgen la noche de bodas. 
En algún momento, Catalina regresó a España, donde se casó con un fabricante de arcos llamado Oviedo, con quien tuvo dos hijas, y que vivió con él en Málaga. En 1531 ya era viuda y residía en Motril. No se sabe si finalmente acudió al tribunal para testificar.